# Szögi István
Szögi István Dániel (Tata, 1995. szeptember 12. –) magyar közép-, hosszútávfutó. Az 1500m, a mérföld és a 2000m rövidpályás, valamint szabadtéren a 3000m országos csúcstartója.

## Sportpályafutása

### Kajakos múlt
A versenysporttal egészen fiatalon, már  ötévesen megismerkedett, de sportpályafutását még kajakozással kezdte. A korosztályos kajak-kenu versenyeken is szép eredményeket ért el neszmélyi és tatai színekben. Ekkor még csak iskolai szinten versenyzett és szerzett tapasztalatokat atlétikában.

### A kezdetek serdülőként (2009–2010)
14 éves korától kezdett komolyabban foglalkozni a futással, a tatabányai TSC Geotech egyesületéhez igazolt, ahol edzője Reinach Ferenc volt. Már az első évében sikerült felvennie a versenyt a korosztályos mezőnnyel, ezáltal 2010-ben már az U16-os válogatott tagja.

### Ifjúsági korosztályban elért sikerek (2011–2012)
2011-ben a fedettpályás ifjúsági országos bajnokságon 1500 m-en 7. helyezett, 3000 m-en 3. helyezést ért el. A szabadtéri ifjúsági országos bajnokságon 3000 m-en 2. helyezést, míg a 2000 m-es akadályfutásban 5. helyezést ért el. 2011 őszétől a VEDAC versenyzője, edzője Tóthné Stupián Anikó. 2012-ben a kismaratoni OB-n ifjúsági korosztályban (15 km-en) 1. helyezést ért el. Az ifjúsági OB-n 5000 m-en 3. helyezést ért el, míg a felnőtt OB-n 5000 m-en 10. helyezéssel zárt.

### Junior sikerek itthon és bemutatkozás a nemzetközi mezőnyben (2013 – 2014)
2013-ban juniorként az évet a felnőtt fedett pályás országos bajnokságon 3000 m-en 2. helyezéssel kezdte, a győztes Józsa Gábortól csupán hat századdal elmaradva. Szabadtéren a junior OB-n 5000 m-en 1. helyezést ért el, a felnőtt OB-n 3000 m akadályon 3. helyezett lett, míg 1500 m-en a 9. helyen végzett.
A 10 000 m-es országos bajnokságon összesítésben 6. helyen végzett, a juniorok között 1. helyezést ért el. Ezzel az eredményével kijutott az U20-as Európa-bajnokságra Rieti-be, ahol 10 000 m-en a 12. helyet szerezte meg. 2013 decemberében a belgrádi junior mezeifutó EB-n képviselte a magyar színeket.
A 2014-es szezont a felnőtt fedett pályás OB-n 1500 m-en 5. helyezéssel, 3000 m-en 4. helyezéssel kezdte, míg a 4 × 400 m-es váltóval 3. helyezést értek el a VEDAC színeiben. A mezeifutó OB-n a juniorok között 2. helyezést ért el, a csapatversenyt a VEDAC nyerte. A 10 000 m országos bajnokságon összesítésben a 3. helyezést érte el, míg a juniorok között 30:04,34-es egyéni csúccsal lett országos bajnok. Ezzel egyúttal a 2014-es junior világbajnokságra is kvalifikálta magát. A junior országos bajnokságon 5000 m-en 2. helyezést ért el, míg 3000 m akadályfutásban országos bajnoki címet szerzett. A felnőtt országos bajnokságon 3000 m-es akadályfutásban a 6. helyen végzett. Első felnőtt nemzetközi versenyén a 2014-es csapat Európa-bajnokságon 5000 m-en képviselte Magyarország színeit. Ugyanebben az évben az amerikai Eugene-ban rendezett junior világbajnokságon 5000 m-en legjobb európai versenyzőként összesítésben a 12. helyen végzett 14:11,35-ös egyéni csúcsot futva, 10 000 méteren pedig harmadik legjobb európaiként összesítésben a 13. helyen futott be. 2014 őszén sportösztöndíjat kapott Amerikába a Dél utah-i Egyetemre.

### U23 korosztály és amerikai tanulmányok (2014–2019)

#### SUU T-birds, bemutatkozás az NCAA versenyeken (2014 – 2016)
A 2014-15-ös tanévben a Dél utah-i Egyetem ösztöndíjasaként az amerikai NCAA versenysorozatában a SUU Thunderbirds csapatát erősítette a mezei, a fedettpályás, valamint a szabadtéri szezonban. A mezeifutó csapattal a Big Sky Konferencia Bajnokságon 2. helyezést értek el. Ezt követően az NCAA Mountain Regionals versenyén 4. helyen végzett a csapat, amellyel kivívták az NCAA nemzeti bajnokságán való részvételt, ahol 31 csapat közül a 22. helyen végeztek. A fedettpályás szezonban összesen 6 versenyen indult el. A versenyeken 800 méteren, mérföldön és 3000 méteren szerepelt, a Big Sky Konferencia Bajnokságon a csapattal 4. helyezést értek el, ahol a mérföldön versenyzett. A szabadtéri szezonban 5000 méteren és 10 000 méteren versenyzett.
A 2015-16-os tanévben a mezeifutó csapattal folytatták a jó szereplést, a Big Sky Konferencia Bajnokságot megnyerték. Az NCAA Mountain Regionals versenyén ismételten a 4. helyen végzett a csapat, amellyel ismételten kivívták az NCAA nemzeti bajnokságán való részvételt, ahol végül 31 csapat közül a 21. helyen végeztek. A fedettpályás szezonban 7 versenyen indult, többnyire 800 m-en, mérföldön, illetve 5000 m-en. A Big Sky Konferencia Bajnokságon a csapattal 2. helyezést értek el, ahol a mérföldön és 5000 m-en versenyzett. A szabadtéri szezonban 5000 méteren és 10 000 méteren versenyzett. A Big Sky Konferencia Bajnokságon a csapattal a 3. helyen zártak. 2016 nyarán felfüggesztette tanulmányait és hazatért Magyarországra.

#### Hazatérés az USA-ból (2016–2017)
Két év amerikai versenyzés után a kinti tanulmányait felfüggesztette és hazatért és ismét Veszprémben készült edzőjével Tóthné Stupián Anikóval. A 2016-os Utánpótlás Magyar Bajnokságon 5000 m-en 3. helyezést ért el, a 4 × 400 m-es váltóval pedig a VEDAC színeiben 2. helyen értek be. 2016 júliusában Mariborban az U23 négyes viadalon a magyar csapatot erősítette, ahol 5000 m-en 7. helyezést ért el. A 2016-os országos bajnokságon 1500 m-en 6. helyezést ért el új egyéni csúccsal, majd 5000 m-en 2. helyezett lett.
A 2017-es szezonban a fedett pályás országos bajnokságon 1500 m-en 3. helyen végzett, míg 3000 m-en 8:12,69-es egyéni csúccsal 2. helyezést ért el.  A 2017-es mezeifutó bajnokságon egyéniben a 3. helyet szerezte meg, míg csapatban a VEDAC színeiben 2. helyezést értek el. A Felnőtt Magyar Bajnokságon 1500 m-en az 5. helyen végzett, míg 5000 m-en az első felnőtt magyar bajnoki címét szerezte. Az Utánpótlás Magyar Bajnokságon 5000 m-en szintén győzni tudott. A Lengyelországban, Bydgoszcz-ban megrendezett U23-as Európa-bajnokságon 5000 m-en állt rajthoz, és 14:18,06-os időeredménnyel a 7. helyen végzett.

#### FSU Seminoles, vissza azUSA-ba (2017–2019)
Az egyéves veszprémi készülés után tanulmányainak befejezése érdekében visszatért az USA-ba és a Florida Állami Egyetemre, ahol a tanulás mellett a mezeifutó csapatot és a középtávfutó csapatot is erősítette két szezonon keresztül. Mindkét itt töltött szezonjában a mezeifutó csapattal bejutottak az NCAA nemzeti bajnokság Archiválva 2021. február 28-i dátummal a Wayback Machine-ben döntőjébe, ahol 2018-ban 31. helyen, míg 2019-ben a 29. helyen végzett a csapatuk. A fedettpályás szezonban 800 m-en, mérföldön, 1500 m-en, illetve a vegyes váltó tagjaként erősítette a csapatot. Az ACC fedettpályás bajnokságot 2018-ban és 2019-ben is megnyerték a csapattal. Az NCAA nemzeti bajnokság döntőjében 2018-ban a 21. helyen, míg 2019-ben 6. helyen végeztek az atlétika csapattal. Szabadtéren elsősorban 1500 m-en, illetve 5000 m-en erősítette a csapatot. Az ACC szabadtéri bajnokságot 2018-ban megnyerték, míg 2019-ben is harmadik helyezést értek el a csapattal. Az NCAA nemzeti bajnokság Archiválva 2021. február 28-i dátummal a Wayback Machine-ben döntőjében 2018-ban a 11. helyen, míg 2019-ben 17. helyen végeztek az atlétika csapattal.

### Felnőtt mezőnyben, immár újra itthon (2019–)
Az egyetemi tanulmányok befejezésével újra Veszprém lett a székhely és folytatódott a közös munka edzőjével Tóthné Stupián Anikóval, de immáron a Sportolj Velünk Sportegyesület (SVSE) színeiben. Hazaérkezése után a 2019-es Magyar Bajnokságon 1500 m-en 4. helyezést ért el, míg 5000 m-en a 3. helyen végzett. A kitartó közös munka eredménye kezdett beérni, a 2020-as év fedett pályás magyar bajnoki címek begyűjtésével indult, 1500 m-en 3:44,32-es egyéni csúccsal, mely egyben kvalifikációt is ért a 2021-es toruni fedettpályás Európa-bajnokságra. Ezt követte 3000 m-en az újabb bajnoki cím 8:07,63-as egyéni csúccsal. A 4 × 400 m-es váltó tagjaként 4. helyet szereztek SVSE-nek.  A 36. Honvéd Kupán 1500 m-en sikerült áttörnie a 3:40-es határt, 3:39,40-es időeredménnyel, új egyéni csúccsal nyerte meg a versenyt. A 125. Atlétikai Magyar Bajnokságon duplázni tudott, 1500 m-en és 5000 m-en sem lehetett legyőzni, majd a 4x400 m-es váltóval is sikerült egy 2. helyet megszerezni az SVSE-nek. A 112. Mezeifutó Magyar Bajnokságon 6. helyezést ért el.
A 2021-es szezon 1500 m-en fedett pályás országos csúcs döntéssel kezdődött. Knipl István majdnem 36 éve fennálló rekordját (3:39,25) sikerült megdöntenie 2021. január 30-án egy bécsi fedett pályás versenyen, ahol 3:37,55-ös időeredménnyel sikerült győznie. Bécs után a csehországi fedett pályás nyílt bajnokságon is győzni tudott 1500 méteren, Ostravában elég volt neki egy 3:39.28-as futás is a sikerhez. A WA Indoor Tour Gold sorozatának franciaországi állomásán Liévinben rendkívül erős mezőnyben 3:37,58-as időeredménnyel a 6. helyen végzett. A 2021-es fedettpályás Magyar Bajnokságon az 1500 m-es versenyszámot magabiztos futással nyerte és lett országos bajnok. Másnap 800 m-en 1:47,75-ös új egyéni csúccsal szerezte meg az OB-n a 2. helyet.
2021. március 4-én megkezdte szereplését a toruni fedett pályás Európa-bajnokságon. A rendkívül erős mezőnyben az előfutamában végül a 4. helyet szerezte meg (3:39,10-es időeredménnyel), amellyel végül összesítésben 4. legjobb idővel jutott be a döntőbe. Másnap a 13 fős döntőben szoros csatában végül a 8. helyen (3:40,40-es időeredménnyel) ért célba első felnőtt Európa-bajnokságán. 2021. március 21-én megrendezett 113. Mezei Futó Magyar Bajnokságon 3. helyezést ért el.
2021. május 19-én megkezdte szabadtéri szezont 1500m-en Ostrava-ban a Zlatá Tretra Ostrava Golden Spike versenyen. A rendkívül erős mezőnyben 18 induló közül végül szoros versenyben a 6. helyen végzett 3:36,83-as időeredménnyel, megdöntve ezzel korábbi szabadtéri egyéni csúcsát.
2021. június 1-én Franciaországban Montreuil-ben újabb egyéni csúcsot futott 3:36.63-as időeredménnyel. Ezt követően a Június 26-27-én megrendezett Országos Bajnokságon 1500m-en megvédte címét, valamint a 4x400m-es váltó tagjaként is magyar bajnok lett.
A tokiói olimpián 1500 méteres síkfutásban nem jutott döntőbe, összesítésben a 23. helyen végzett.
A 2022-es fedettpályás szezont Erfurtban kezdte, ahol 3:39.05-ös időeredménnyel a 2. helyen zárt. Két nappal később Ostravában  3:39.03-as szezonbeli legjobbjával a 7. helyen végzett 1500m-en. A WA Indoor Tour Gold sorozatának franciaországi állomásán Liévinben nem titkolt célja volt a 32 éve fennálló 2000m-es országos csúcs megdöntése, melyet végül a rendkívül erős mezőnyben sikerült is megfutnia, 5:00,73-as időeredménnyel a 7. helyen végzett és új országos csúcsot futott. A 2022-es Fedettpályás Atlétikai Magyar Bajnokságon 1500m-en 3. helyezést, 3000m-en 2. helyezést, míg a 4x400m-es váltó tagjaként szintén 3. helyezést ért el az SVSE színeiben.
A 2022-es év fő versenye egyértelműen a müncheni Európa Bajnokság volt számára, ahol végül az előfutamból ezúttal nem sikerült továbbjutnia, az előfutamok során összesítésben a 23. helyen végzett 3:44.20-as idővel. A szabadtéri EB-t követően a mezeifutó EB-n vett részt a magyar csapat tagjaként a 4x1500m-es váltóval, a saját körét megnyerve, összesítésben a 6. helyen végeztek.
A 2023-as szezont Ostravában kezdte, ahol a mérföldön próbálta meg megdönteni Tölgyesi Balázs 1997-ben felállított országos csúcsát (4:00.92). A csúcsdöntés sikerült összesítésben a 6. helyen befutva 3:58.00 időeredménnyel  immár zsinórban 3. évben sikerült fedettpályán országos csúcsot döntenie. A csúcsdöntést követő hétvégén egy budapesti fedettpályás nyílt versenyen 3000m-en sikerült megfutnia egyéni legjobbját és került először 8 percen belülre a távon (7:57.26).
A 2023-as budapesti atlétikai világbajnokságon 1500m-en 3:37.57-es idővel az előfutamában a 11. helyen végzett, amely összesítésben a 32. helyet jelentette számára az 58 fős mezőnyből.
2024-es évet januárban egy új országos csúccsal nyitotta, ezúttal a rövidpályás mérföld magyar csúcsát döntötte meg és javította 3:57.21-re egy bostoni rövidpályás versenyen. A rövidpályás szezon a magyar bajnokságon 1500m-en egy második hellyel zárta. Szabadtéren 1500m-en idei legjobbja 3:39.32, mely kicsivel elmaradt a korábbi években futott időeredményeihez képest, azonban 3000m-en először a Gyulai Memorialon megközelítette, majd július végén Belgiumban Leuvenben meg is döntötte a 3000m országos csúcsát 7:46.42-es időeredménnyel.

## Tanulmányai
Tatán a Vaszary János Általános Iskolában kezdte meg tanulmányait, majd a szintén tatai Eötvös József Gimnáziumban folytatta középiskolai tanulmányait. Klubváltása miatt 2011-től a veszprémi Vetési Albert Gimnázium tanulója lett. Érettségi után 2014-ben amerikai sport ösztöndíjat kapott, melynek során először a Dél-utah-i Egyetemen, majd a Florida Állami Egyetemen tanult és szerzett diplomát 2019-ben nemzetközi kapcsolatok szakon.

## Országos Rekordjai
| Versenyszám | Idő     | Helyszín     | Időpont          |
| ----------- | ------- | ------------ | ---------------- |
| 1500m fp.   | 3:37.55 | Bécs (AUT)   | 2021.január 30.  |
| Mérföld fp. | 3:57.21 | Boston (USA) | 2024. január 26. |
| 2000m fp.   | 5:00.73 | Liévin (FRA) | 2022. február 17 |
| 3000 méter  | 7:46.42 | Leuven (BEL) | 2024. július 27. |

## Egyéni csúcsok[19]

### Fedett pálya
| Versenyszám         | Idő      | Helyszín                                                | Időpont           | Rekord |
| ------------------- | -------- | ------------------------------------------------------- | ----------------- | ------ |
| 800 méter           | 1:47.75  | BOK Sportcsarnok, Budapest (HUN)                        | 2021. február 21. |        |
| 1000 méter          | 2:45.61  | Budapest (HUN)                                          | 2010. március 6.  |        |
| 1500 méter          | 3:37.55  | Ferry-Dusika-Halle, Wien (AUT)                          | 2021. január 30.  | NR     |
| mérföld             | 3:57.21  | Boston, MA (USA)                                        | 2024. január 26.  | NR     |
| 2000 méter          | 5:00.73  | Liévin (FRA)                                            | 2022. február 17. | NR     |
| 3000 méter          | 7:48.48  | [Boston Univ. Track & Tennis Center)]], Boston, MA (USA | 2025. február 1.  |        |
| 5000 méter          | 15:40.57 | Bozeman, MT (USA)                                       | 2016. február 26. |        |
| 4 × 400 méter váltó | 3:21.20  | Budapest (HUN)                                          | 2014. február 23. |        |
| Vegyes váltó        | 9:46.05  | Clemson, SC (USA)                                       | 2018. február 22. |        |

*nem hivatalos eredmény

### Szabadtér
| Versenyszám          | Idő      | Helyszín                                       | Időpont             | Rekord |
| -------------------- | -------- | ---------------------------------------------- | ------------------- | ------ |
| 800 méter            | 1:47.62  | Sportcentrum, Pápa (HUN)                       | 2022. július 13.    |        |
| 1500 méter           | 3:36.63  | Stade des Grands Pêchers, Montreuil (FRA)      | 2021. június 1.     |        |
| mérföld              | 3:56.72  | Cork (IRL)                                     | 2022. július 5.     |        |
| 3000 méter           | 7:46.42  | Leuven (BEL)                                   | 2024. július 27.    | NR     |
| 5000 méter           | 13:46.04 | Østerbro Stadium, Copenhagen (DEN)             | 2024. szeptember 3. |        |
| 10 000 méter         | 30:04.34 | Budapest (HUN)                                 | 2014. május 4.      |        |
| Félmaraton           | 1:06:49  | Budapest (HUN)                                 | 2024. szeptember 8. |        |
| 2000 méter akadály   | 6:30.14  | Nyíregyháza (HUN)                              | 2011. június 24.    |        |
| 3000 méter akadály   | 9:10.27  | Debrecen (HUN)                                 | 2014. június 28.    |        |
| 4 × 400 méter váltó  | 3:14.90  | Gyulai István Atlétika Stadion, Debrecen (HUN) | 2021. június 27.    |        |
| 4 × 1500 méter váltó | 15:54.98 | Budapest (HUN)                                 | 2013. május 18.     |        |